# Skyline Tower (Queens)
Skyline Tower (auch unter Court Square City View Tower bekannt) ist ein Wolkenkratzer im Stadtbezirk Queens in New York City, Vereinigte Staaten.

## Beschreibung

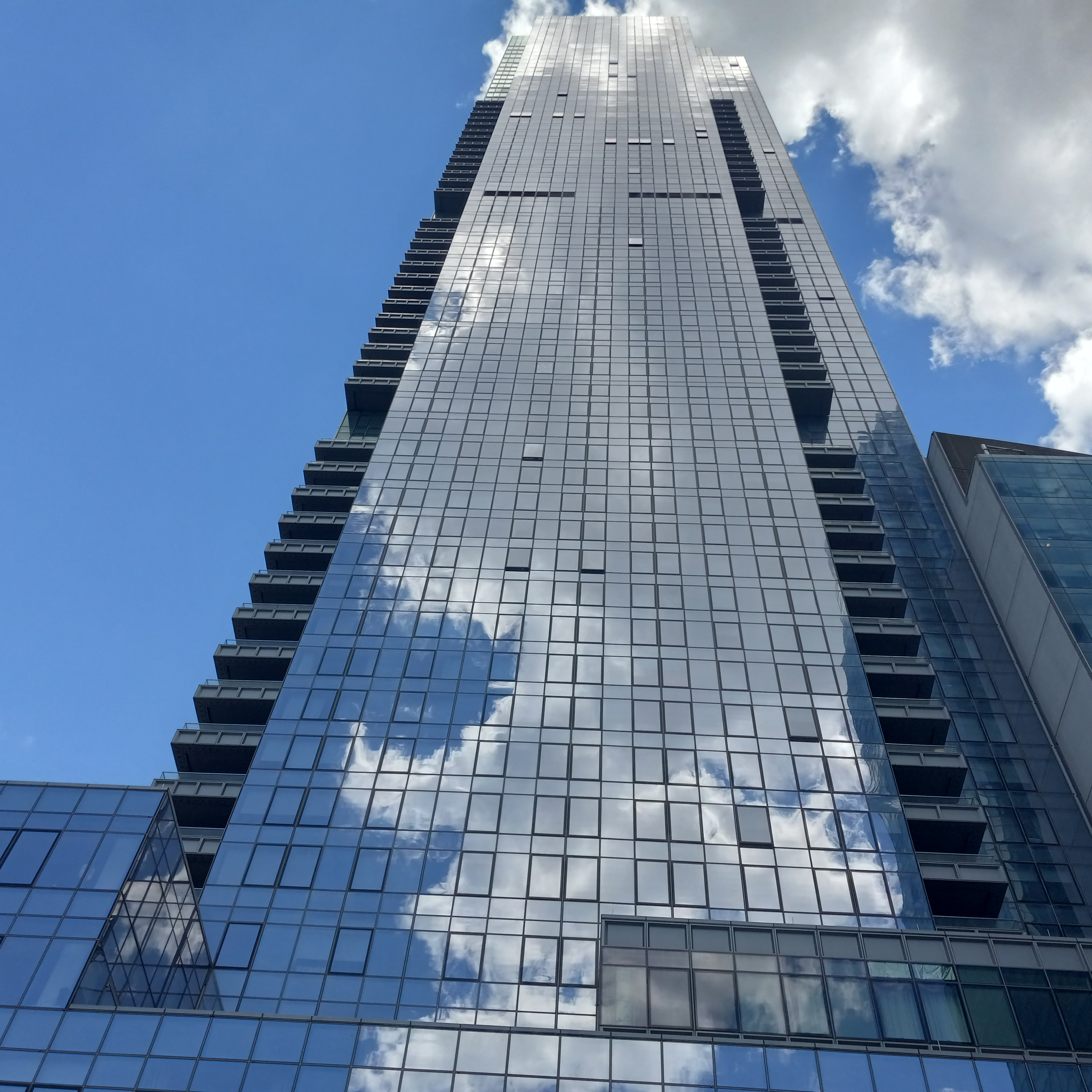
Der Wohnturm am 10. Juni 2024

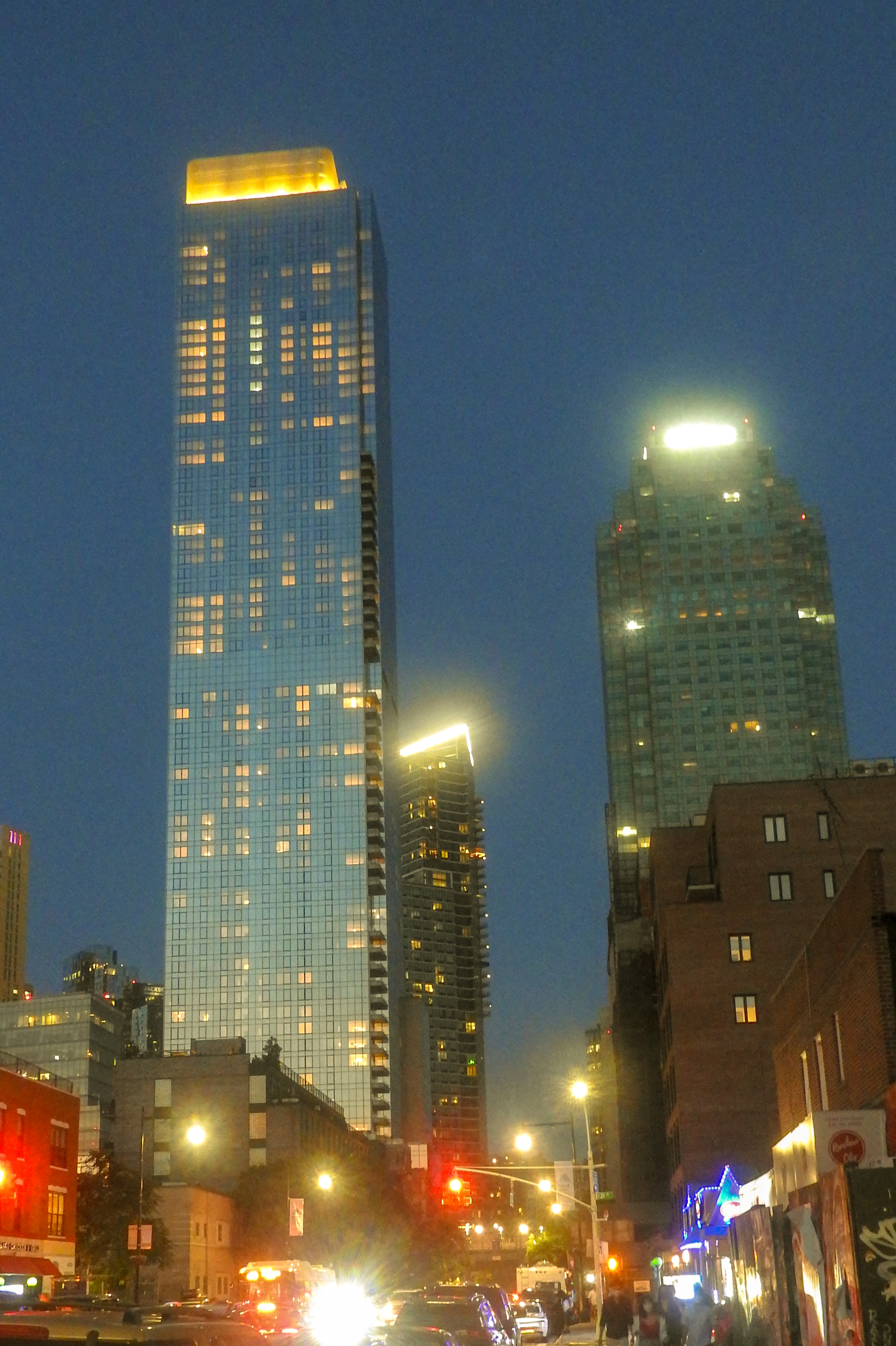
Skyline Tower im Juli 2021

Der Wohnturm befindet sich in Queens im Stadtteil Long Island City an der 23rd Street zwischen der 44th Drive und der 44th Road. Direktes Nachbargebäude ist das 2 Court Square mit der Fakultät CUNY School of Law der City University of New York. Vor dem Gebäude verlaufen entlang der 44th Drive unterirdisch und entlang der 23rd Street als Hochbahn U-Bahn-Strecken der New York City Subway. Im Gebäudesockel des Skyline Towers befindet sich ein direkter Zugang zu den miteinander verbundenen Stationen Court Square mit den Linien  und Court Square–23rd Street mit den Linien .
Das Gebäude wurde vom Architekturbüro Goldstein Hill & West Architects entworfen. Ursprünglich war geplant, das Gebäude 79 Stockwerke und mehr als 293 Meter hoch zu bauen, womit es das zweithöchste Gebäude nach dem The Brooklyn Tower (324,9 m) auf der Insel Long Island gewesen wäre. Da sich das Gebäude in der Nähe des in Queens liegenden LaGuardia Airport befindet, wurde durch die Federal Aviation Administration eine Bauhöhen-Beschränkung für diese Gegend erlassen, um anfliegende Flugzeuge nicht zu gefährden. Daraufhin reichten die Projektentwickler um Chris Xu Anfang 2017 neue Unterlagen bei den städtischen Baubehörden ein, die einen 762 Fuß und 66 Stockwerke hohen Wolkenkratzer vorsahen. Die Daten korrigierte man 2018 endgültig auf 778 Fuß (237,1 m) Gebäudehöhe mit 67 Stockwerken.
Der Bau der Fundamente begann Ende 2017, diese Arbeiten dauerten etwa ein Jahr. Im Anschluss daran begann der Hochbau. Das Gebäude erreichte seine Endhöhe im Oktober 2019 und wurde im Juli 2021 fertiggestellt. Nach dem Erreichen der Endhöhe war es das höchste Gebäude in Queens, bis es im Juli 2024 von dem 250,8 m hohen The Orchard übertroffen wurde. Der Turm hat eine blaue Glasfassade, verfügt über kleine Balkone, die teilweise an den meisten Ecken nach oben verlaufen und eine helle zurückgesetzte, nachts beleuchtete Krone. Der Wolkenkratzer beherbergt 802 Eigentumswohnungen. Im sechsstöckigen Sockel befinden sich Gewerbeflächen und doppelstöckige Freizeitbereiche wie einen Pool, eine Außenterrasse, ein Fitnesscenter, ein Spa und ein Parkhaus.